# NGC 3045
NGC 3045 ist eine Spiralgalaxie vom Hubble-Typ Sb mit ausgedehnten Sternentstehungsgebieten im Sternbild Wasserschlange  südlich der Ekliptik. Sie ist schätzungsweise 92 Millionen Lichtjahre von der Milchstraße entfernt und hat einen Durchmesser von etwa 40.000 Lichtjahren.
Im selben Himmelsareal befinden sich u. a. die Galaxien NGC 3028 und NGC 3052.
Das Objekt wurde am 23. März 1835 von dem Astronomen John Herschel mit einem 48-cm-Teleskop entdeckt.